# إلالين تيريس
وُلدت ماري إلالين تيريس في 13 أبريل 1871، تُعرف شعبيًا باسم إلالين تيريس. هي مُمثلة ومُغنية إنجليزية، اشتهرت بأدائها في الكوميديا الموسيقية الإدواردية. تزوجت المُمثل والمُنتج سايمور هيكس عام 1893، وتعاونا سويًا في العديد من المشاريع المسرحية وعلى الشاشة. وتُوفيت في 16 يونيو 1971.

## روابط خارجية
- إلالين تيريس على موقع IMDb (الإنجليزية)
- إلالين تيريس على موقع الموسوعة البريطانية (الإنجليزية)
- إلالين تيريس على موقع ميوزك برينز (الإنجليزية)
- إلالين تيريس على موقع قاعدة بيانات برودواي على الإنترنت (الإنجليزية)
- إلالين تيريس على موقع قاعدة بيانات الفيلم (الإنجليزية)